# NatureScot
NatureScot (bis August 2020 Scottish Natural Heritage), auf Schottisch-gälisch Buidheann Nàdair na h-Alba, ist eine Behörde, die für den Erhalt von Schottlands Naturerbe verantwortlich ist. Sie wurde unter ihrem früheren Namen mit dem Natural Heritage (Scotland) Act 1991 begründet.
Im Zentrum der Tätigkeit von NatureScot steht die Bewahrung der Vielfalt der schottischen Natur. Die Behörde berät die schottische Regierung und beauftragt in ihrem Namen Maßnahmen, die dem Naturschutz dienen. Dazu gehört unter anderem die Verwaltung von Naturschutzgebieten (Sites of Special Scientific Interest (SSSI) und National Nature Reserves (NNR)). NatureScot hat 800 Mitarbeiter und ist in vielen Landesregionen Schottlands mit Büros vertreten. Der Hauptsitz wurde 2003/2004 von Edinburgh nach Inverness verlegt. Mit Wirkung zum 24. August 2020 wurde der Name der Behörde auf NatureScot geändert.
NatureScot gehören heute unter anderem Inseln wie North Rona, die einen bedeutenden Bestand an Kegelrobben und Seehunden aufweisen. Sie war auch daran beteiligt, die Bestände des auf den Äußeren Hebriden eingeführten Braunbrustigel zu entfernen, da diese sich dort sehr negativ auf die Brutbestände von Alpenstrandläufern, Sandregenpfeifer und Rotschenkel auswirkte.